# カフェテリア

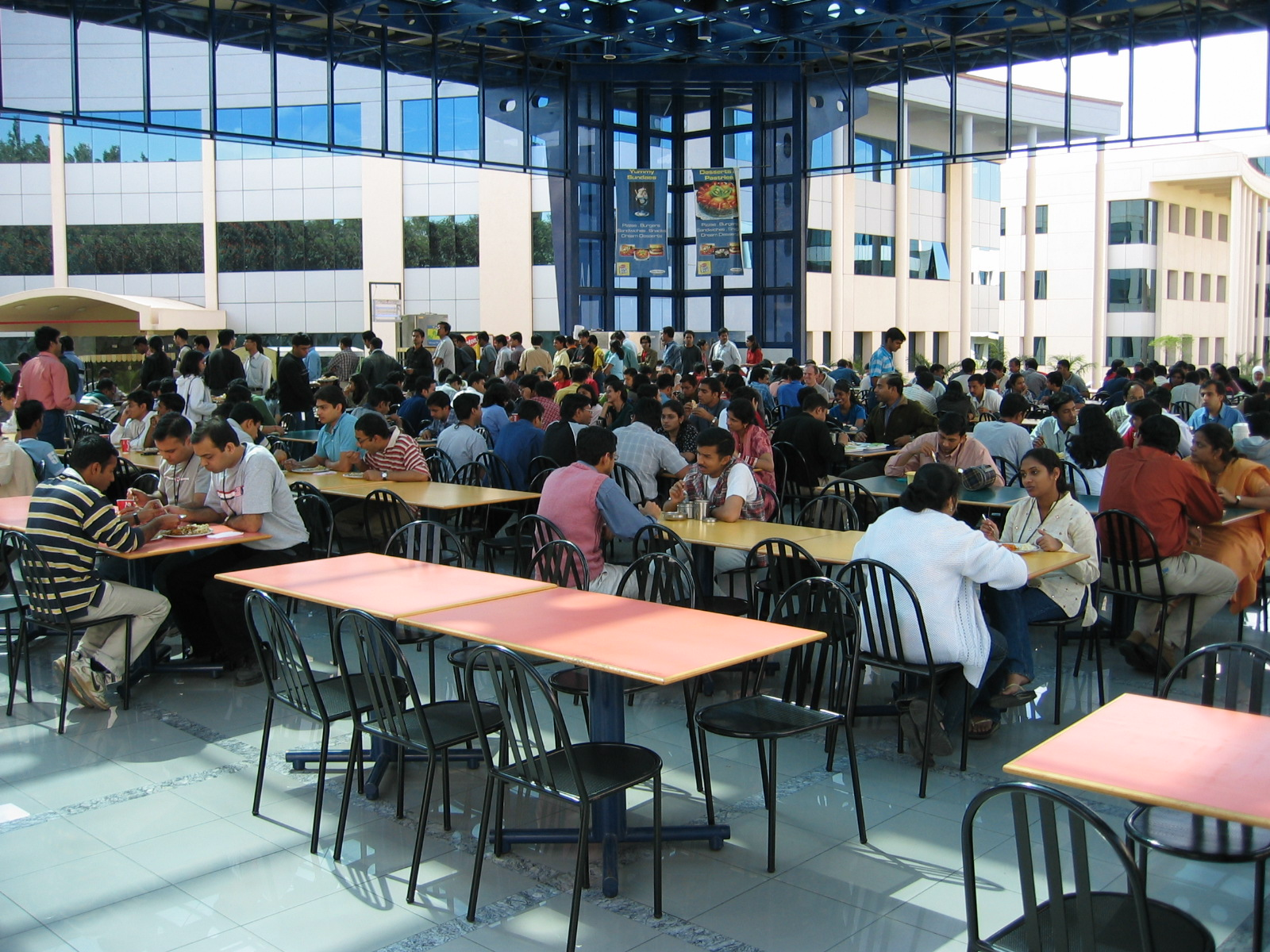
企業内のカフェテリア（インフォシス・テクノロジーズ）

カフェテリア（スペイン語: cafetería、カフェテリア、キャフェテリア、キャフェテリヤとも）は、多種類の料理を定量ずつ皿などに用意して利用者が組み合わせを選択できるようにした形式の食堂。

## カフェテリア方式
客個人が自らの嗜好に合わせて好きな食べ物を選択（アラカルト）できるようにした食堂の形式をカフェテリア方式という。
学校給食や大学の学生食堂、社員食堂などでは、利用者が選択できる供食形態を導入する場合がある。このような選択式の形式には、セレクト方式（2種類以上のあらかじめ決められた献立から利用者が選択できる方式）、バイキング方式（多種類の料理から利用者が種類も量も自由に選択できる方式）、カフェテリア方式（主食、主菜、副菜、汁物、デザートなどの区分に応じて皿などに定量に小分けされた多種類の料理から利用者が自主的に組み合わせることができる方式）がある。カフェテリア形式には利用者に料理の組み合わせを楽しんでもらうことができ、利用者の満足度を高めるメリットがある。カフェテリア方式を給食で採用する場合には選択に偏りが出ないよう、個々の料理の栄養価の助言を行うなど留意すべきとされるが、自分で食品や料理をバランスよく選択できるようになる効果もあるとされる。

## 交通機関のカフェテリア

### 新幹線のカフェテリア
東海旅客鉄道と西日本旅客鉄道が保有した新幹線100系において、食堂車を連結しない編成で給食設備及び車内販売の基地として位置づけられた車内売店。ビュフェとは異なり、飲食物の本格的な調理を行う設備はない。東海道新幹線において同車両が運用を終了するまで連結されていたが、同車が引退する直前まで販売営業をおこなっていた。小規模な飲食スペースを備えた同様の設備を東日本旅客鉄道の保有する新幹線200系に持った編成があったが、同様に販売営業を中止している。共に、2階建車両の1階部分に設けてあり、グリーン座席を2階部分に持っていた事から他の列車と比べ輸送力が低下するために取り外すことが出来ず、設備自体の営業中止後は、車内販売の基地となっていた。

### 巡礼列車のカフェテリア
スペインの巡礼列車では朝食や昼食はカフェテリアか食堂車で提供される。

## 派生語

### カフェテリアプラン
企業の福利厚生の提供方式として社員が自らのニーズに合わせて選択できる「カフェテリアプラン」というものがある。

### ネズミのカフェテリア実験
C.P. リヒターらは、ラットを対象にし、さまざまな栄養素を持つ食物・飲料を別々の容器に入れ、自由に食べることを許した状態（カフェテリア状態）でのラットの行動を見る実験。概要としては以下の通りとなる。
毎日のラットのそれぞれの摂取量を記録し、摂取量の偏りを見た。結果、ラットは長期的に見ると栄養に偏りなく食物を選んでいることが明らかになった。
さらに、ある一定の栄養素を採らせないようにしておいた（特殊飢餓状態の）ラットに対して同様にカフェテリア実験を行うと、そのラットは今まで摂取していなかった栄養素を含む食べ物を多く摂取するという結果が得られた。
同様の実験を離乳期の子どもにも行ったところ（食べ物は卵や肉、果物、シリアルなど）、短期的には同様に摂取量にばらつきが見られたが、数ヶ月間隔でみるとやはり栄養のバランスは取れており、発育も正常であった。
以上のことは、特殊飢餓の証明であるということと同時に、生理的欲求の結果である食行動に対しても恒常性がはたらいているという証拠となっている。